# Vinton Cerf
Vinton Gray Cerf (n. 23 iunie 1943, New Haven, Connecticut, SUA) este un informatician american, adesea considerat părintele Internetului, deoarece, împreună cu Bob Kahn, a efectuat cercetări asupra protocoalelor de interconectare a rețelelor bazate pe pachete și a proiectat suita de protocoale TCP/IP. A fost premiat cu numeroase distincții, printre care se numără Medalia Națională Americană pentru Tehnologie, Medalia Alexander Graham Bell din partea IEEE și Premiul Turing din partea ACM.